# James Kerr-Lawson
Pour les articles homonymes, voir Kerr et Lawson.
James Kerr-Lawson est un peintre canadien né le 28 octobre 1862 dans le Fife en Écosse et décédé à Londres le 1er mai 1939. Il fait partie de la liste des membres de l'Académie royale des arts du Canada

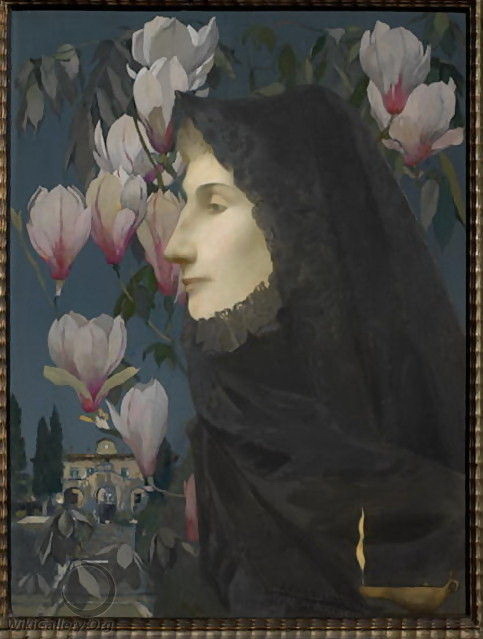
Lady Paget de James Kerr-Lawson (Musée des beaux-arts de Montréal)

## Biographie
James Kerr-Lawson émigre avec sa famille à Hamilton (Ontario) au Canada à l'âge de trois ans. Il étudie d'abord à l'Ontario School of Art, puis, à Rome, à l'Académie de France et à l'Accademia di belle arti di Roma, enfin à l'Académie Julian à Paris.
Il revient au Canada en 1885 avant de repartir pour l'Europe où il voyage en France, en Italie, en Espagne et au Maroc. Il rencontre les artistes George Frederic Watts, John Lavery, Frank Brangwyn, James McNeill Whistler, ainsi que d'autres personnalités, le céramiste William Frend De Morgan, le poète Maurice Henry Hewlett et les auteurs Elizabeth Robins Pennell et Joseph Pennell. Kerr-Lawson fera le portrait de tous ces amis.
C'est cependant la rencontre avec le marchand et critique d'art Bernard Berenson qui sera la plus déterminante. L'illustre marchand initie le peintre à la vente d'œuvres anciennes, ce qui lui procure une importante source de revenus. Expert des primitifs italiens, il laissera ces styles influencer sa peinture, notamment avec les peintres Canaletto et Tiepolo. Ses portraits se caractérisent par un trait fin, des tons mats et des effets décoratifs.
Bien qu'installé en Angleterre, il demeure en contact avec son pays d'adoption où il est membre du Canadian Art Club. En 1916, à la demande de lord Beaverbrook, il réalise des fresques pour illustrer les batailles d'Arras et d'Ypres pour le parlement canadien.

## Sources
- James Kerr-Lawson dans l'Encyclopédie canadienne (consulté le 15-05-2014).
- Jacques Des Rochers, « Lady Paget, reflet de la Belle Époque », Revue M du Musée des beaux-arts de Montréal,‎ été 2014, p. 17 (ISSN 1715-4820).